# Šmihel (gmina Laško)
Šmihel – wieś w Słowenii, w gminie Laško. W 2018 roku liczyła 38 mieszkańców.